# Bawlakhe
Le Bawlakhe (birman : ဘော်လခဲမြို့) est une ville de l’État de Kayah, en Birmanie. Elle est le chef-lieu du district de Bawlakhe et du township de Bawlakhe.

## Langues
- Manumanaw
- Yintale